# Kirby Hill (Richmondshire)
Kirby Hill – wieś w Anglii, w hrabstwie North Yorkshire, w dystrykcie (unitary authority) North Yorkshire. Leży 72 km na północny zachód od miasta York i 346 km na północ od Londynu.